# جون فيلي ساتكليف
جون فيلي ساتكليف (بالإنجليزية: John Willie Sutcliffe)‏ (14 أبريل 1868 بهاليفاكس في المملكة المتحدة - 7 يوليو 1947 ببرادفورد في المملكة المتحدة) هو لاعب اتحاد الرغبي ولاعب دوري الرغبي ومدرب كرة قدم ولاعب كرة قدم بريطاني (وحمل سابقاً جنسية المملكة المتحدة لبريطانيا العظمى وأيرلندا) في مركز حراسة المرمى. شارك مع منتخب إنجلترا لكرة القدم. أما مع النوادي، فقد لعب مع بولتون واندررز ومانشستر يونايتد ونادي بليموث أرجايل ونادي ساوثيند يونايتد ونادي ميلوول والرابطة الحادية عشر لكرة القدم ‏ ونادي برادفورد بارك أفنيو.

## وصلات خارجية
- جون فيلي ساتكليف على موقع قاعدة بيانات كرة القدم.إي يو (الإنجليزية)
- جون فيلي ساتكليف على موقع ناشيونال فوتبول تيمز (الإنجليزية)
- جون فيلي ساتكليف عل موقع إسبنسكروم (الإنجليزية)